# Convocazioni per la Copa América 2019
Elenco dei giocatori convocati da ciascuna Nazionale partecipante alla Copa América 2019. L'età dei giocatori riportata è relativa al 14 giugno, data di inizio della manifestazione, il numero di presenze e gol al 1º giugno, data di presentazione delle liste.
Il simbolo  indica il capitano della squadra.

## Gruppo A

### Brasile
Lista dei convocati resa nota il 17 maggio 2019.
Commissario tecnico:  Tite
| N. | Pos. | Giocatore         | Data nascita (età)          | Pres. | Reti | Squadra             |
| -- | ---- | ----------------- | --------------------------- | ----- | ---- | ------------------- |
| 1  | P    | Alisson           | 2 ottobre 1992 (26 anni)    | 35    | 0    | Liverpool           |
| 2  | D    | Thiago Silva      | 22 settembre 1984 (34 anni) | 78    | 6    | Paris Saint-Germain |
| 3  | D    | Miranda           | 7 settembre 1984 (34 anni)  | 55    | 3    | Inter               |
| 4  | D    | Éder Militão      | 18 gennaio 1998 (21 anni)   | 2     | 0    | Porto               |
| 5  | C    | Casemiro          | 23 febbraio 1992 (27 anni)  | 34    | 0    | Real Madrid         |
| 6  | D    | Filipe Luís       | 9 agosto 1985 (33 anni)     | 38    | 2    | Atlético Madrid     |
| 7  | A    | David Neres       | 3 marzo 1997 (22 anni)      | 1     | 0    | Ajax                |
| 8  | C    | Arthur            | 12 agosto 1996 (22 anni)    | 8     | 0    | Barcellona          |
| 9  | A    | Gabriel Jesus     | 3 aprile 1997 (22 anni)     | 27    | 13   | Manchester City     |
| 10 | C    | Willian           | 9 agosto 1988 (30 anni)     | 65    | 8    | Chelsea             |
| 11 | C    | Philippe Coutinho | 12 giugno 1992 (27 anni)    | 47    | 13   | Barcellona          |
| 12 | D    | Dani Alves        | 6 maggio 1983 (36 anni)     | 107   | 7    | Paris Saint-Germain |
| 13 | D    | Marquinhos        | 14 maggio 1994 (25 anni)    | 34    | 1    | Paris Saint-Germain |
| 14 | D    | Alex Sandro       | 26 gennaio 1991 (28 anni)   | 14    | 1    | Juventus            |
| 15 | C    | Allan             | 8 gennaio 1991 (28 anni)    | 3     | 0    | Napoli              |
| 16 | P    | Cássio            | 6 giugno 1987 (32 anni)     | 1     | 0    | Corinthians         |
| 17 | C    | Fernandinho       | 4 maggio 1985 (34 anni)     | 49    | 2    | Manchester City     |
| 18 | A    | Everton           | 22 marzo 1996 (23 anni)     | 4     | 0    | Grêmio              |
| 19 | C    | Lucas Paquetá     | 27 agosto 1997 (21 anni)    | 4     | 1    | Milan               |
| 20 | A    | Roberto Firmino   | 2 ottobre 1991 (27 anni)    | 31    | 9    | Liverpool           |
| 21 | A    | Richarlison       | 10 maggio 1997 (22 anni)    | 8     | 3    | Everton             |
| 22 | D    | Fagner            | 11 giugno 1989 (30 anni)    | 9     | 0    | Corinthians         |
| 23 | P    | Ederson           | 17 agosto 1993 (25 anni)    | 4     | 0    | Manchester City     |

### Bolivia
Lista dei convocati resa nota il 31 maggio 2019.
Commissario tecnico:  Eduardo Villegas
| N. | Pos. | Giocatore           | Data nascita (età)         | Pres. | Reti | Squadra            |
| -- | ---- | ------------------- | -------------------------- | ----- | ---- | ------------------ |
| 1  | P    | Carlos Lampe        | 17 marzo 1987 (32 anni)    | 25    | 0    | San José           |
| 2  | D    | Saúl Torres         | 22 marzo 1990 (29 anni)    | 2     | 0    | Nacional Potosí    |
| 3  | C    | Alejandro Chumacero | 22 aprile 1991 (28 anni)   | 40    | 2    | Puebla             |
| 4  | D    | Luis Haquín         | 15 novembre 1997 (21 anni) | 12    | 1    | Puebla             |
| 5  | D    | Mario Cuéllar       | 5 maggio 1989 (30 anni)    | 2     | 0    | Oriente Petrolero  |
| 6  | C    | Erwin Saavedra      | 22 febbraio 1996 (23 anni) | 17    | 0    | Bolívar            |
| 7  | C    | Leonel Justiniano   | 2 luglio 1992 (26 anni)    | 16    | 0    | Bolívar            |
| 8  | D    | Diego Bejarano      | 24 agosto 1991 (27 anni)   | 25    | 2    | Bolívar            |
| 9  | A    | Marcelo Moreno      | 18 giugno 1987 (31 anni)   | 72    | 17   | Shijiazhuang Yong. |
| 10 | C    | Samuel Galindo      | 18 aprile 1992 (27 anni)   | 7     | 0    | Always Ready       |
| 11 | A    | Leonardo Vaca       | 24 novembre 1995 (23 anni) | 11    | 1    | Blooming           |
| 12 | P    | Rubén Cordano       | 16 ottobre 1998 (20 anni)  | 1     | 0    | Blooming           |
| 13 | D    | José María Carrasco | 16 agosto 1997 (21 anni)   | 0     | 0    | Blooming           |
| 14 | C    | Raúl Castro         | 19 agosto 1989 (29 anni)   | 18    | 0    | The Strongest      |
| 15 | C    | Cristián Arano      | 23 febbraio 1995 (24 anni) | 0     | 0    | Blooming           |
| 16 | C    | Diego Wayar         | 15 ottobre 1993 (25 anni)  | 2     | 0    | The Strongest      |
| 17 | D    | Marvin Bejarano     | 6 marzo 1988 (31 anni)     | 37    | 0    | The Strongest      |
| 18 | A    | Gilbert Álvarez     | 7 aprile 1992 (27 anni)    | 19    | 3    | Wilstermann        |
| 19 | C    | Ramiro Vaca         | 1º luglio 1999 (19 anni)   | 3     | 1    | The Strongest      |
| 20 | C    | Fernando Saucedo    | 15 marzo 1990 (29 anni)    | 5     | 0    | Wilstermann        |
| 21 | D    | Roberto Fernández   | 12 luglio 1999 (19 anni)   | 1     | 0    | Blooming           |
| 22 | D    | Adrián Jusino       | 9 luglio 1992 (26 anni)    | 3     | 0    | Bolívar            |
| 23 | P    | Javier Rojas        | 14 gennaio 1996 (23 anni)  | 0     | 0    | Nacional Potosí    |

### Venezuela
Lista dei convocati resa nota il 30 maggio 2019.
Commissario tecnico:  Rafael Dudamel
| N. | Pos. | Giocatore             | Data nascita (età)          | Pres. | Reti | Squadra           |
| -- | ---- | --------------------- | --------------------------- | ----- | ---- | ----------------- |
| 1  | P    | Wuilker Faríñez       | 15 febbraio 1998 (21 anni)  | 12    | 0    | Millonarios       |
| 2  | D    | Mikel Villanueva      | 14 aprile 1993 (26 anni)    | 18    | 2    | Gimnàstic         |
| 3  | D    | Yordan Osorio         | 10 maggio 1994 (25 anni)    | 8     | 0    | Vitória Guimarães |
| 4  | D    | Jhon Chancellor       | 2 gennaio 1992 (27 anni)    | 10    | 0    | Al-Ahli           |
| 5  | C    | Júnior Moreno         | 20 luglio 1993 (25 anni)    | 12    | 1    | D.C. United       |
| 6  | C    | Yangel Herrera        | 7 gennaio 1998 (21 anni)    | 10    | 1    | Huesca            |
| 7  | C    | Darwin Machís         | 7 febbraio 1993 (26 anni)   | 14    | 2    | Cadice            |
| 8  | C    | Tomás Rincón          | 13 gennaio 1988 (31 anni)   | 93    | 1    | Torino            |
| 9  | A    | Fernando Aristeguieta | 9 aprile 1992 (27 anni)     | 16    | 1    | América de Cali   |
| 10 | C    | Jefferson Savarino    | 11 novembre 1996 (22 anni)  | 7     | 0    | Real Salt Lake    |
| 11 | C    | Juanpi                | 24 gennaio 1994 (25 anni)   | 13    | 1    | Huesca            |
| 12 | P    | Joel Graterol         | 13 febbraio 1997 (22 anni)  | 0     | 0    | Zamora FC         |
| 13 | C    | Luis Seijas           | 23 giugno 1986 (32 anni)    | 67    | 2    | Santa Fe          |
| 14 | D    | Luis Mago             | 15 settembre 1994 (24 anni) | 4     | 1    | Palestino         |
| 15 | C    | Jhon Murillo          | 21 novembre 1995 (23 anni)  | 20    | 3    | Tondela           |
| 16 | D    | Roberto Rosales       | 20 novembre 1988 (30 anni)  | 73    | 1    | Espanyol          |
| 17 | A    | Josef Martínez        | 19 maggio 1993 (26 anni)    | 47    | 10   | Atlanta United    |
| 18 | C    | Yeferson Soteldo      | 30 giugno 1997 (21 anni)    | 8     | 0    | Santos            |
| 19 | C    | Arquímedes Figuera    | 06 ottobre 1989 (29 anni)   | 22    | 1    | Dep. La Guaira    |
| 20 | D    | Ronald Hernández      | 21 settembre 1997 (21 anni) | 5     | 0    | Stabæk            |
| 21 | D    | Rolf Feltscher        | 6 ottobre 1990 (28 anni)    | 18    | 0    | LA Galaxy         |
| 22 | P    | Rafael Romo           | 25 febbraio 1990 (29 anni)  | 11    | 0    | APOEL             |
| 23 | A    | Salomón Rondón        | 16 settembre 1989 (29 anni) | 71    | 22   | Newcastle Utd     |

### Perù
Lista dei convocati resa nota il 30 maggio 2019.
Commissario tecnico:  Ricardo Gareca
| N. | Pos. | Giocatore           | Data nascita (età)          | Pres. | Reti | Squadra             |
| -- | ---- | ------------------- | --------------------------- | ----- | ---- | ------------------- |
| 1  | P    | Pedro Gallese       | 23 febbraio 1990 (29 anni)  | 49    | 0    | Alianza Lima        |
| 2  | D    | Carlos Zambrano     | 10 luglio 1989 (29 anni)    | 43    | 4    | Basilea             |
| 3  | D    | Aldo Corzo          | 20 maggio 1989 (30 anni)    | 27    | 0    | Universitario       |
| 4  | D    | Anderson Santamaría | 10 gennaio 1992 (27 anni)   | 12    | 0    | Atlas               |
| 5  | D    | Miguel Araujo       | 24 ottobre 1994 (24 anni)   | 13    | 0    | Talleres (C)        |
| 6  | D    | Miguel Trauco       | 25 agosto 1992 (26 anni)    | 37    | 0    | Flamengo            |
| 7  | C    | Josepmir Ballón     | 21 marzo 1988 (31 anni)     | 47    | 0    | Univ. de Concepción |
| 8  | C    | Christian Cueva     | 23 novembre 1991 (27 anni)  | 54    | 9    | Santos              |
| 9  | A    | Paolo Guerrero      | 1º gennaio 1984 (35 anni)   | 89    | 35   | Internacional       |
| 10 | A    | Jefferson Farfán    | 26 ottobre 1984 (34 anni)   | 92    | 26   | Lokomotiv Mosca     |
| 11 | A    | Raúl Ruidíaz        | 25 luglio 1990 (28 anni)    | 37    | 4    | Seattle Sounders    |
| 12 | P    | Carlos Cáceda       | 27 settembre 1991 (27 anni) | 6     | 0    | Melgar              |
| 13 | C    | Renato Tapia        | 28 luglio 1995 (23 anni)    | 41    | 3    | Willem II           |
| 14 | A    | Andy Polo           | 29 settembre 1994 (24 anni) | 24    | 1    | Portland Timbers    |
| 15 | D    | Luis Abram          | 27 febbraio 1996 (23 anni)  | 7     | 0    | Vélez Sarsfield     |
| 16 | C    | Jesús Pretell       | 26 marzo 1999 (20 anni)     | 0     | 0    | Sporting Cristal    |
| 17 | D    | Luis Advíncula      | 2 marzo 1990 (29 anni)      | 77    | 1    | Rayo Vallecano      |
| 18 | A    | André Carrillo      | 14 giugno 1991 (28 anni)    | 58    | 6    | Al-Hilal            |
| 19 | C    | Yoshimar Yotún      | 7 aprile 1990 (29 anni)     | 85    | 2    | Cruz Azul           |
| 20 | C    | Édison Flores       | 15 maggio 1994 (25 anni)    | 41    | 11   | Monarcas Morelia    |
| 21 | P    | Patricio Álvarez    | 24 gennaio 1994 (25 anni)   | 0     | 0    | Sporting Cristal    |
| 22 | D    | Alexander Callens   | 4 maggio 1992 (27 anni)     | 13    | 1    | New York City       |
| 23 | C    | Christofer Gonzáles | 12 ottobre 1992 (26 anni)   | 10    | 1    | Sporting Cristal    |

## Gruppo B

### Argentina
Lista dei convocati resa nota il 21 maggio 2019.
Commissario tecnico:  Lionel Scaloni
| N. | Pos. | Giocatore          | Data nascita (età)         | Pres. | Reti | Squadra             |
| -- | ---- | ------------------ | -------------------------- | ----- | ---- | ------------------- |
| 1  | P    | Franco Armani      | 16 ottobre 1986 (32 anni)  | 4     | 0    | River Plate         |
| 2  | D    | Juan Foyth         | 12 gennaio 1998 (21 anni)  | 2     | 0    | Tottenham           |
| 3  | D    | Nicolás Tagliafico | 31 agosto 1992 (26 anni)   | 13    | 0    | Ajax                |
| 4  | D    | Milton Casco       | 11 aprile 1988 (31 anni)   | 2     | 0    | River Plate         |
| 5  | C    | Leandro Paredes    | 29 giugno 1994 (24 anni)   | 11    | 1    | Paris Saint-Germain |
| 6  | D    | Germán Pezzella    | 27 giugno 1991 (27 anni)   | 7     | 1    | Fiorentina          |
| 7  | C    | Roberto Pereyra    | 7 gennaio 1991 (28 anni)   | 15    | 1    | Watford             |
| 8  | D    | Marcos Acuña       | 28 ottobre 1991 (27 anni)  | 17    | 0    | Sporting Lisbona    |
| 9  | A    | Sergio Agüero      | 2 giugno 1988 (31 anni)    | 89    | 39   | Manchester City     |
| 10 | A    | Lionel Messi       | 24 giugno 1987 (32 anni)   | 129   | 65   | Barcellona          |
| 11 | C    | Ángel Di María     | 14 febbraio 1988 (31 anni) | 97    | 20   | Paris Saint-Germain |
| 12 | P    | Agustín Marchesín  | 16 marzo 1988 (31 anni)    | 4     | 0    | América             |
| 13 | D    | Ramiro Funes Mori  | 5 marzo 1991 (28 anni)     | 24    | 2    | Villarreal          |
| 14 | C    | Guido Rodríguez    | 12 aprile 1994 (25 anni)   | 2     | 0    | América             |
| 15 | C    | Guido Pizarro      | 26 febbraio 1990 (29 anni) | 3     | 0    | Tigres UANL         |
| 16 | C    | Rodrigo de Paul    | 24 maggio 1994 (25 anni)   | 4     | 0    | Udinese             |
| 17 | D    | Nicolás Otamendi   | 12 febbraio 1988 (31 anni) | 59    | 4    | Manchester City     |
| 18 | D    | Renzo Saravia      | 16 luglio 1993 (25 anni)   | 3     | 0    | Racing Club         |
| 19 | A    | Matías Suárez      | 9 maggio 1988 (31 anni)    | 2     | 0    | River Plate         |
| 20 | C    | Giovani Lo Celso   | 9 aprile 1996 (23 anni)    | 12    | 1    | Betis               |
| 21 | A    | Paulo Dybala       | 15 novembre 1993 (25 anni) | 19    | 1    | Juventus            |
| 22 | A    | Lautaro Martínez   | 22 agosto 1997 (21 anni)   | 6     | 2    | Inter               |
| 23 | P    | Juan Musso         | 6 maggio 1994 (25 anni)    | 1     | 0    | Udinese             |

### Colombia
Lista dei convocati resa nota il 30 maggio 2019.
Commissario tecnico:  Carlos Queiroz
| N. | Pos. | Giocatore          | Data nascita (età)          | Pres. | Reti | Squadra               |
| -- | ---- | ------------------ | --------------------------- | ----- | ---- | --------------------- |
| 1  | P    | David Ospina       | 31 agosto 1988 (30 anni)    | 94    | 0    | Napoli                |
| 2  | D    | Cristián Zapata    | 30 settembre 1986 (32 anni) | 56    | 2    | Milan                 |
| 3  | D    | John Stefan Medina | 14 giugno 1992 (27 anni)    | 10    | 0    | Monterrey             |
| 4  | D    | Santiago Arias     | 13 gennaio 1992 (27 anni)   | 48    | 0    | Atlético Madrid       |
| 5  | C    | Wílmar Barrios     | 16 ottobre 1993 (25 anni)   | 19    | 0    | Zenit San Pietroburgo |
| 6  | D    | William Tesillo    | 2 febbraio 1990 (29 anni)   | 4     | 0    | León                  |
| 7  | A    | Duván Zapata       | 1º aprile 1991 (28 anni)    | 7     | 0    | Atalanta              |
| 8  | C    | Edwin Cardona      | 8 dicembre 1992 (26 anni)   | 33    | 5    | Pachuca               |
| 9  | A    | Radamel Falcao     | 10 febbraio 1986 (33 anni)  | 83    | 33   | Monaco                |
| 10 | C    | James Rodríguez    | 12 luglio 1991 (27 anni)    | 70    | 22   | Bayern Monaco         |
| 11 | C    | Juan Cuadrado      | 26 maggio 1988 (31 anni)    | 78    | 8    | Juventus              |
| 12 | P    | Camilo Vargas      | 9 marzo 1989 (30 anni)      | 6     | 0    | Deportivo Cali        |
| 13 | D    | Yerry Mina         | 23 settembre 1994 (24 anni) | 17    | 6    | Everton               |
| 14 | A    | Luis Fernando Díaz | 13 gennaio 1997 (22 anni)   | 3     | 1    | Atlético Junior       |
| 15 | C    | Mateus Uribe       | 21 marzo 1991 (28 anni)     | 17    | 0    | América               |
| 16 | C    | Jefferson Lerma    | 25 ottobre 1994 (24 anni)   | 10    | 0    | Bournemouth           |
| 17 | D    | Cristian Borja     | 18 febbraio 1993 (26 anni)  | 3     | 0    | Sporting Lisbona      |
| 18 | C    | Gustavo Cuéllar    | 14 ottobre 1992 (26 anni)   | 5     | 0    | Flamengo              |
| 19 | A    | Luis Muriel        | 16 aprile 1991 (28 anni)    | 24    | 2    | Fiorentina            |
| 20 | A    | Roger Martínez     | 23 giugno 1994 (24 anni)    | 7     | 1    | América               |
| 21 | D    | Jhon Lucumí        | 26 giugno 1998 (20 anni)    | 0     | 0    | Genk                  |
| 22 | P    | Álvaro Montero     | 29 marzo 1995 (24 anni)     | 0     | 0    | Deportes Tolima       |
| 23 | D    | Davinson Sánchez   | 12 giugno 1996 (23 anni)    | 19    | 0    | Tottenham             |

### Paraguay
Lista dei convocati resa nota il 29 maggio 2019.
Commissario tecnico:  Eduardo Berizzo
| N. | Pos. | Giocatore                | Data nascita (età)         | Pres. | Reti | Squadra            |
| -- | ---- | ------------------------ | -------------------------- | ----- | ---- | ------------------ |
| 1  | P    | Antony Silva             | 27 febbraio 1984 (35 anni) | 27    | 0    | Huracán            |
| 2  | D    | Iván Piris               | 10 marzo 1989 (30 anni)    | 25    | 0    | Libertad           |
| 3  | D    | Gustavo Gómez            | 6 maggio 1993 (26 anni)    | 31    | 2    | Palmeiras          |
| 4  | D    | Fabián Balbuena          | 23 agosto 1991 (27 anni)   | 9     | 0    | West Ham Utd       |
| 5  | D    | Bruno Valdez             | 6 ottobre 1992 (26 anni)   | 24    | 1    | América            |
| 6  | D    | Santiago Arzamendia      | 5 maggio 1998 (21 anni)    | 1     | 0    | Cerro Porteño      |
| 7  | A    | Juan Iturbe              | 4 giugno 1993 (26 anni)    | 9     | 0    | Pumas UNAM         |
| 8  | C    | Rodrigo Rojas            | 9 aprile 1988 (31 anni)    | 19    | 0    | Olimpia            |
| 9  | A    | Óscar Cardozo            | 20 maggio 1983 (36 anni)   | 51    | 10   | Libertad           |
| 10 | A    | Derlis González          | 20 marzo 1994 (25 anni)    | 32    | 5    | Santos             |
| 11 | A    | Federico Santander       | 4 giugno 1991 (28 anni)    | 17    | 2    | Bologna            |
| 12 | P    | Roberto Junior Fernández | 29 marzo 1988 (31 anni)    | 7     | 0    | Botafogo           |
| 13 | D    | Júnior Alonso            | 9 febbraio 1993 (26 anni)  | 20    | 1    | Boca Juniors       |
| 14 | D    | Juan Escobar             | 3 luglio 1995 (23 anni)    | 2     | 0    | Cerro Porteño      |
| 15 | C    | Matías Rojas             | 3 novembre 1995 (23 anni)  | 2     | 0    | Defensa y Justicia |
| 16 | C    | Celso Ortiz              | 26 gennaio 1989 (30 anni)  | 16    | 0    | Monterrey          |
| 17 | C    | Hernán Pérez             | 25 febbraio 1989 (30 anni) | 33    | 2    | Espanyol           |
| 18 | C    | Richard Sánchez          | 29 marzo 1996 (23 anni)    | 3     | 0    | Olimpia            |
| 19 | A    | Cecilio Domínguez        | 11 agosto 1994 (24 anni)   | 13    | 0    | Independiente      |
| 20 | D    | Iván Torres              | 27 febbraio 1991 (28 anni) | 0     | 0    | Olimpia            |
| 21 | A    | Óscar David Romero       | 4 luglio 1992 (26 anni)    | 38    | 3    | Shanghai Shenhua   |
| 22 | P    | Alfredo Aguilar          | 18 luglio 1988 (30 anni)   | 1     | 0    | Olimpia            |
| 23 | C    | Miguel Almirón           | 10 febbraio 1994 (25 anni) | 16    | 0    | Newcastle Utd      |

### Qatar
Lista dei convocati resa nota il 30 maggio 2019.
Commissario tecnico:  Félix Sánchez Bas
| N. | Pos. | Giocatore           | Data nascita (età)          | Pres. | Reti | Squadra    |
| -- | ---- | ------------------- | --------------------------- | ----- | ---- | ---------- |
| 1  | P    | Saad Al Sheeb       | 19 febbraio 1990 (29 anni)  | 47    | 0    | Al-Sadd    |
| 2  | D    | Ró-Ró               | 6 agosto 1990 (28 anni)     | 42    | 1    | Al-Sadd    |
| 3  | D    | Abdelkarim Hassan   | 28 agosto 1993 (25 anni)    | 75    | 10   | Al-Sadd    |
| 4  | D    | Tarek Salman        | 5 dicembre 1997 (21 anni)   | 18    | 0    | Al-Sadd    |
| 5  | C    | Ahmed Fatehi        | 25 gennaio 1993 (26 anni)   | 10    | 0    | Al-Arabi   |
| 6  | C    | Abdulaziz Hatem     | 28 ottobre 1990 (28 anni)   | 50    | 3    | Al-Gharafa |
| 7  | A    | Ahmed Alaaeldin     | 31 gennaio 1993 (26 anni)   | 23    | 1    | Al-Gharafa |
| 8  | D    | Hamid Ismail        | 16 giugno 1986 (32 anni)    | 55    | 1    | Al-Sadd    |
| 9  | C    | Abdullah Al-Ahrak   | 10 maggio 1997 (22 anni)    | 2     | 0    | Lekhwiya   |
| 10 | A    | Hassan Al-Haydos    | 11 dicembre 1990 (28 anni)  | 110   | 23   | Al-Sadd    |
| 11 | A    | Akram Afif          | 18 novembre 1996 (22 anni)  | 45    | 12   | Al-Sadd    |
| 12 | C    | Karim Boudiaf       | 16 settembre 1990 (28 anni) | 63    | 4    | Lekhwiya   |
| 13 | D    | Tameem Al-Muhaza    | 21 luglio 1996 (22 anni)    | 1     | 0    | Al-Gharafa |
| 14 | C    | Salem Al-Hajri      | 10 aprile 1996 (23 anni)    | 8     | 0    | Al-Sadd    |
| 15 | D    | Bassam Al-Rawi      | 16 dicembre 1997 (21 anni)  | 19    | 2    | Lekhwiya   |
| 16 | C    | Boualem Khoukhi     | 9 luglio 1990 (28 anni)     | 55    | 14   | Al-Sadd    |
| 17 | C    | Ahmed Moein         | 20 ottobre 1995 (23 anni)   | 4     | 0    | Qatar SC   |
| 18 | D    | Almahdi Ali Mukhtar | 2 marzo 1992 (27 anni)      | 30    | 2    | Al-Gharafa |
| 19 | A    | Almoez Ali          | 19 agosto 1996 (22 anni)    | 36    | 19   | Lekhwiya   |
| 20 | C    | Ali Afif            | 20 gennaio 1988 (31 anni)   | 48    | 7    | Lekhwiya   |
| 21 | P    | Yousef Hassan       | 24 maggio 1996 (23 anni)    | 6     | 0    | Al-Gharafa |
| 22 | P    | Mohammed Al-Bakri   | 28 marzo 1997 (22 anni)     | 1     | 0    | Al-Khor    |
| 23 | D    | Assim Madibo        | 22 ottobre 1996 (22 anni)   | 20    | 0    | Lekhwiya   |

## Gruppo C

### Uruguay
Lista dei convocati resa nota il 30 maggio 2019
Commissario tecnico:  Óscar Tabárez
| N. | Pos. | Giocatore              | Data nascita (età)          | Pres. | Reti | Squadra             |
| -- | ---- | ---------------------- | --------------------------- | ----- | ---- | ------------------- |
| 1  | P    | Fernando Muslera       | 16 giugno 1986 (32 anni)    | 107   | 0    | Galatasaray         |
| 2  | D    | José Giménez           | 20 gennaio 1995 (24 anni)   | 49    | 7    | Atlético Madrid     |
| 3  | D    | Diego Godín            | 16 febbraio 1986 (33 anni)  | 126   | 8    | Atlético Madrid     |
| 4  | D    | Giovanni González      | 20 settembre 1994 (24 anni) | 2     | 0    | Peñarol             |
| 5  | C    | Matías Vecino          | 24 agosto 1991 (27 anni)    | 33    | 3    | Inter               |
| 6  | C    | Rodrigo Bentancur      | 25 giugno 1997 (21 anni)    | 18    | 0    | Juventus            |
| 7  | C    | Nicolás Lodeiro        | 21 marzo 1989 (30 anni)     | 56    | 4    | Seattle Sounders    |
| 8  | C    | Nahitan Nández         | 28 dicembre 1995 (23 anni)  | 22    | 0    | Boca Juniors        |
| 9  | A    | Luis Suárez            | 24 gennaio 1987 (32 anni)   | 106   | 55   | Barcellona          |
| 10 | C    | Giorgian De Arrascaeta | 1º giugno 1994 (25 anni)    | 19    | 2    | Flamengo            |
| 11 | A    | Cristhian Stuani       | 12 ottobre 1986 (32 anni)   | 48    | 8    | Girona              |
| 12 | P    | Martín Campaña         | 29 maggio 1989 (30 anni)    | 3     | 0    | Independiente       |
| 13 | D    | Marcelo Saracchi       | 23 aprile 1998 (21 anni)    | 4     | 0    | RB Lipsia           |
| 14 | C    | Lucas Torreira         | 11 febbraio 1996 (23 anni)  | 15    | 0    | Arsenal             |
| 15 | C    | Federico Valverde      | 22 luglio 1998 (20 anni)    | 9     | 1    | Real Madrid         |
| 16 | C    | Gastón Pereiro         | 11 giugno 1995 (24 anni)    | 7     | 4    | PSV                 |
| 17 | D    | Diego Laxalt           | 7 febbraio 1993 (26 anni)   | 16    | 0    | Milan               |
| 18 | A    | Maxi Gómez             | 14 agosto 1996 (22 anni)    | 11    | 1    | Celta Vigo          |
| 19 | D    | Sebastián Coates       | 7 ottobre 1990 (28 anni)    | 34    | 1    | Sporting Lisbona    |
| 20 | A    | Jonathan Rodríguez     | 6 luglio 1993 (25 anni)     | 14    | 2    | Cruz Azul           |
| 21 | A    | Edinson Cavani         | 14 febbraio 1987 (32 anni)  | 109   | 46   | Paris Saint-Germain |
| 22 | D    | Martín Cáceres         | 7 aprile 1987 (32 anni)     | 88    | 4    | Juventus            |
| 23 | P    | Martín Silva           | 25 marzo 1983 (36 anni)     | 11    | 0    | Libertad            |

### Ecuador
Lista dei convocati resa nota il 20 maggio 2019.
Commissario tecnico:  Hernán Darío Gómez
| N. | Pos. | Giocatore             | Data nascita (età)          | Pres. | Reti | Squadra          |
| -- | ---- | --------------------- | --------------------------- | ----- | ---- | ---------------- |
| 1  | P    | Alexander Domínguez   | 5 giugno 1987 (32 anni)     | 48    | 0    | Vélez Sarsfield  |
| 2  | D    | Arturo Mina           | 8 ottobre 1990 (28 anni)    | 19    | 1    | Yeni Malatyaspor |
| 3  | D    | Robert Arboleda       | 22 ottobre 1991 (27 anni)   | 13    | 1    | San Paolo        |
| 4  | D    | Pedro Pablo Velasco   | 26 settembre 1993 (25 anni) | 6     | 0    | Barcelona SC     |
| 5  | C    | Romario Ibarra        | 24 settembre 1994 (24 anni) | 7     | 3    | Minnesota Utd    |
| 6  | D    | Cristian Ramírez      | 12 agosto 1994 (24 anni)    | 18    | 1    | Krasnodar        |
| 7  | C    | Renato Ibarra         | 20 gennaio 1991 (28 anni)   | 42    | 1    | América          |
| 8  | C    | Carlos Gruezo         | 19 aprile 1995 (24 anni)    | 23    | 0    | FC Dallas        |
| 9  | A    | Carlos Garcés         | 1º marzo 1990 (29 anni)     | 0     | 0    | Delfín           |
| 10 | A    | Ángel Mena            | 21 gennaio 1988 (31 anni)   | 13    | 1    | León             |
| 11 | C    | Ayrton Preciado       | 17 luglio 1994 (24 anni)    | 11    | 0    | Santos Laguna    |
| 12 | P    | Pedro Ortíz           | 19 febbraio 1990 (29 anni)  | 0     | 0    | Delfín           |
| 13 | A    | Enner Valencia        | 4 novembre 1989 (29 anni)   | 46    | 27   | Tigres UANL      |
| 14 | D    | Xavier Arreaga        | 28 settembre 1994 (24 anni) | 1     | 0    | Seattle Sounders |
| 15 | C    | Jefferson Intriago    | 4 giugno 1996 (23 anni)     | 5     | 0    | LDU Quito        |
| 16 | C    | Luis Antonio Valencia | 4 agosto 1985 (33 anni)     | 93    | 11   | Manchester Utd   |
| 17 | D    | José Quintero         | 20 giugno 1990 (28 anni)    | 1     | 0    | LDU Quito        |
| 18 | C    | Jefferson Orejuela    | 14 febbraio 1993 (26 anni)  | 15    | 0    | LDU Quito        |
| 19 | D    | Beder Caicedo         | 13 maggio 1992 (27 anni)    | 4     | 0    | Barcelona SC     |
| 20 | C    | Andrés Chicaiza       | 3 aprile 1992 (27 anni)     | 0     | 0    | LDU Quito        |
| 21 | D    | Gabriel Achilier      | 24 marzo 1985 (34 anni)     | 51    | 1    | Atlético Morelia |
| 22 | P    | Máximo Banguera       | 16 dicembre 1985 (33 anni)  | 35    | 0    | Barcelona SC     |
| 23 | C    | Jhegson Méndez        | 26 aprile 1997 (22 anni)    | 7     | 0    | Orlando City     |

### Giappone
Lista dei convocati resa nota il 24 maggio 2019.
Commissario tecnico:  Hajime Moriyasu
| N. | Pos. | Giocatore         | Data nascita (età)          | Pres. | Reti | Squadra             |
| -- | ---- | ----------------- | --------------------------- | ----- | ---- | ------------------- |
| 1  | P    | Eiji Kawashima    | 20 marzo 1983 (36 anni)     | 88    | 0    | Strasburgo          |
| 2  | D    | Daiki Sugioka     | 8 settembre 1998 (20 anni)  | 0     | 0    | Shonan Bellmare     |
| 3  | C    | Yūta Nakayama     | 16 febbraio 1997 (22 anni)  | 0     | 0    | PEC Zwolle          |
| 4  | D    | Kō Itakura        | 27 gennaio 1997 (22 anni)   | 0     | 0    | Groningen           |
| 5  | D    | Naomichi Ueda     | 24 ottobre 1994 (24 anni)   | 4     | 0    | Cercle Bruges       |
| 6  | C    | Kota Watanabe     | 18 ottobre 1998 (20 anni)   | 0     | 0    | Tokyo Verdy         |
| 7  | C    | Gaku Shibasaki    | 28 maggio 1992 (27 anni)    | 34    | 3    | Getafe              |
| 8  | C    | Tatsuya Ito       | 26 giugno 1997 (21 anni)    | 0     | 0    | Amburgo             |
| 9  | A    | Daizen Maeda      | 20 ottobre 1997 (21 anni)   | 0     | 0    | Matsumoto Yamaga    |
| 10 | C    | Shōya Nakajima    | 23 agosto 1994 (24 anni)    | 8     | 3    | Lekhwiya            |
| 11 | C    | Kōji Miyoshi      | 26 marzo 1997 (22 anni)     | 0     | 0    | Yokohama Marinos    |
| 12 | P    | Ryōsuke Kojima    | 30 gennaio 1997 (22 anni)   | 0     | 0    | Oita Trinita        |
| 13 | A    | Ayase Ueda        | 28 agosto 1998 (20 anni)    | 0     | 0    | Hosei Daigaku       |
| 14 | D    | Teruki Hara       | 30 luglio 1998 (20 anni)    | 0     | 0    | Sagan Tosu          |
| 15 | D    | Daiki Suga        | 10 settembre 1998 (20 anni) | 0     | 0    | Consadole Sapporo   |
| 16 | D    | Takehiro Tomiyasu | 5 novembre 1998 (20 anni)   | 10    | 1    | Sint-Truiden        |
| 17 | C    | Taishi Matsumoto  | 22 agosto 1998 (20 anni)    | 0     | 0    | Sanfrecce Hiroshima |
| 18 | A    | Shinji Okazaki    | 16 aprile 1986 (33 anni)    | 116   | 50   | Leicester City      |
| 19 | D    | Tomoki Iwata      | 7 aprile 1997 (22 anni)     | 0     | 0    | Oita Trinita        |
| 20 | C    | Hiroki Abe        | 28 gennaio 1999 (20 anni)   | 0     | 0    | Kashima Antlers     |
| 21 | C    | Takefusa Kubo     | 4 giugno 2001 (18 anni)     | 0     | 0    | FC Tokyo            |
| 22 | D    | Yūgo Tatsuta      | 21 giugno 1998 (20 anni)    | 0     | 0    | Shimizu S-Pulse     |
| 23 | P    | Keisuke Ōsako     | 28 luglio 1999 (19 anni)    | 0     | 0    | Sanfrecce Hiroshima |

### Cile
Lista dei convocati resa nota il 27 maggio 2019.
Commissario tecnico:  Reinaldo Rueda
| N. | Pos. | Giocatore             | Data nascita (età)          | Pres. | Reti | Squadra              |
| -- | ---- | --------------------- | --------------------------- | ----- | ---- | -------------------- |
| 1  | P    | Gabriel Arias         | 13 settembre 1987 (31 anni) | 5     | 0    | Racing Club          |
| 2  | D    | Óscar Opazo           | 18 ottobre 1990 (28 anni)   | 6     | 1    | Colo-Colo            |
| 3  | D    | Igor Lichnovsky       | 7 marzo 1994 (25 anni)      | 5     | 0    | Cruz Azul            |
| 4  | D    | Mauricio Isla         | 12 giugno 1988 (31 anni)    | 102   | 4    | Fenerbahçe           |
| 5  | D    | Paulo Díaz            | 25 agosto 1994 (24 anni)    | 15    | 0    | Al-Ahli              |
| 6  | D    | Guillermo Maripán     | 6 maggio 1994 (25 anni)     | 13    | 2    | Alavés               |
| 7  | A    | Alexis Sánchez        | 19 dicembre 1988 (30 anni)  | 124   | 41   | Manchester Utd       |
| 8  | C    | Arturo Vidal          | 22 maggio 1987 (32 anni)    | 105   | 26   | Barcellona           |
| 9  | A    | Nicolás Castillo      | 14 febbraio 1993 (26 anni)  | 19    | 4    | América              |
| 10 | C    | Diego Valdés          | 30 gennaio 1994 (25 anni)   | 7     | 1    | Santos Laguna        |
| 11 | A    | Eduardo Vargas        | 20 novembre 1989 (29 anni)  | 82    | 35   | Tigres UANL          |
| 12 | P    | Brayan Cortés         | 11 marzo 1995 (24 anni)     | 2     | 0    | Colo-Colo            |
| 13 | C    | Erick Pulgar          | 15 gennaio 1994 (25 anni)   | 11    | 0    | Bologna              |
| 14 | C    | Esteban Pavez         | 1º maggio 1990 (29 anni)    | 3     | 0    | Colo-Colo            |
| 15 | D    | Jean Beausejour       | 1º giugno 1984 (35 anni)    | 100   | 6    | Universidad de Chile |
| 16 | C    | Pedro Pablo Hernández | 24 ottobre 1986 (32 anni)   | 25    | 3    | Independiente        |
| 17 | D    | Gary Medel            | 3 agosto 1987 (31 anni)     | 118   | 7    | Beşiktaş             |
| 18 | D    | Gonzalo Jara          | 29 agosto 1985 (33 anni)    | 110   | 3    | Estudiantes (LP)     |
| 19 | A    | José Fuenzalida       | 22 febbraio 1985 (34 anni)  | 47    | 3    | Universidad Católica |
| 20 | C    | Charles Aránguiz      | 17 aprile 1989 (30 anni)    | 66    | 7    | Bayer Leverkusen     |
| 21 | A    | Júnior Fernándes      | 10 aprile 1988 (31 anni)    | 15    | 0    | Alanyaspor           |
| 22 | A    | Ángelo Sagal          | 18 aprile 1993 (26 anni)    | 13    | 2    | Pachuca              |
| 23 | P    | Yerko Urra            | 9 luglio 1996 (22 anni)     | 0     | 0    | Huachipato           |